# Vlatko Lazić
Vlatko Lazić (Bodegraven, 1 mei 1989) is een voormalig Servisch-Nederlands profvoetballer die als vleugelverdediger speelde.

## Carrière
Lazić speelde in de jeugd bij AFC Ajax. Hij debuteerde in het seizoen 2010/11 in het betaald voetbal in dienst van FC Dordrecht. Hiervoor speelde hij vijf wedstrijden in de Eerste divisie voor hij begin 2011 overstapte naar RBC Roosendaal, dan actief op hetzelfde niveau. Voor RBC kwam hij tot zes wedstrijden voordat de club in juni 2011 failliet ging.
Lazić speelde in het seizoen 2011/12 voor KV Turnhout in de Belgische Derde klasse. In de zomer van 2012 tekende hij na een proefperiode een contract voor drie seizoenen bij BV De Graafschap, waarmee hij terugkeerde in de Eerste divisie. Hij speelde daarop meer dan 85 competitiewedstrijden voor de club en kwalificeerde zich daarmee drie jaar op rij voor de play-offs voor promotie naar de Eredivisie. Promoveren lukte bij de derde poging.
Lazić tekende in juli 2015 een contract tot medio 2017 bij NAC Breda, dat toen net uit de Eredivisie was gedegradeerd. Hij en zijn ploeggenoten werden dat jaar derde in de reguliere competitie en bereikten zo play-offs 2016. Hierin voorkwam Willem II dat NAC terugkeerde naar de Eredivisie. Hierop volgde een leegloop bij de Bredase club. Onder anderen Joey Suk, Kevin Brands, Uroš Matić, Kenny van der Weg, Mats Seuntjens en Sjoerd Ars vertrokken naar andere clubs, Jelle ten Rouwelaar, Ronnie Stam en Michael Dingsdag stopten met voetballen en Donny Gorter liet zijn contract ontbinden. Daarop kwam Lazić in juli 2016 ook tot een akkoord met NAC over een ontbinding van zijn contract.
Op 1 september 2016 tekende hij een contract tot medio 2018 bij Astra Giurgiu, dat hem transfervrij overnam van NAC Breda. Twee maanden later verliet hij die club vanwege niet nagekomen financiële afspraken. Hij maakte het seizoen af bij RKC Waalwijk en kwam vervolgens uit voor het Noorse Arendal Fotball. Hierna kreeg hij geen profcontract meer en ging hij vanaf 25 januari 2018 spelen als amateur bij Quick Boys. Medio 2018 ging hij naar GVVV. In september 2018 verliet hij die club. In januari 2019 sloot hij aan bij FC Lienden.

### Profstatistieken
| Seizoen         | Club            | Land            | Competitie      | Competitie | Competitie | Beker | Beker | Internationaal | Internationaal | Overig | Overig | Totaal | Totaal |
| Seizoen         | Club            | Land            | Competitie      | Wed.       | Dlp.       | Wed.  | Dlp.  | Wed.           | Dlp.           | Wed.   | Dlp.   | Wed.   | Dlp.   |
| --------------- | --------------- | --------------- | --------------- | ---------- | ---------- | ----- | ----- | -------------- | -------------- | ------ | ------ | ------ | ------ |
| 2010/11         | FC Dordrecht    | Nederland       | Eerste divisie  | 5          | 0          | 0     | 0     | 0              | 0              | 0      | 0      | 5      | 1      |
| 2010/11         | RBC Roosendaal  | Nederland       | Eerste divisie  | 6          | 0          | 0     | 0     | 0              | 0              | 0      | 0      | 6      | 0      |
| 2012/13         | De Graafschap   | Nederland       | Eerste divisie  | 18         | 0          | 1     | 0     | 0              | 0              | 4      | 0      | 23     | 0      |
| 2013/14         | De Graafschap   | Nederland       | Eerste divisie  | 33         | 3          | 0     | 0     | 0              | 0              | 4      | 0      | 37     | 3      |
| 2014/15         | De Graafschap   | Nederland       | Eerste divisie  | 36         | 3          | 3     | 0     | 0              | 0              | 6      | 0      | 45     | 3      |
| 2015/16         | NAC Breda       | Nederland       | Eerste divisie  | 24         | 0          | 1     | 0     | 0              | 0              | 2      | 0      | 27     | 0      |
| 2016/17         | Astra Giurgiu   | Roemenië        | Liga 1          | 1          | 0          | 1     | 0     | 2              | 0              | 0      | 0      | 4      | 0      |
| 2017            | Arendal Fotball | Noorwegen       | OBOS-Ligaen     | 11         | 1          | 0     | 0     | 0              | 0              | 0      | 0      | 11     | 1      |
| Carrière totaal | Carrière totaal | Carrière totaal | Carrière totaal | 149        | 8          | 7     | 0     | 2              | 0              | 16     | 0      | 174    | 8      |

## Trivia
Lazić heeft ook een neef in het betaalde voetbal; Boban Lazić.